# Rancho Texas
Rancho Texas ist ein polnischer Western aus dem Jahr 1959. Wadim Berestowski inszenierte den im deutschsprachigen Raum nicht gezeigten Film. In Polen war am 29. April 1959 Premiere.

## Handlung
Jacek und Marcyś sind zwei Studenten, die wegen des Verdienstes und der Aussicht auf Abenteuerliches einen Job als „Cowboys“ bei einem lokalen Rinderzuchtbetrieb annehmen. Statt der erhofften Romantik und erwarteten harten Taten erleben sie Tage voller Langeweile. Als Jacek den Hengst „Szagi“ in Obhut bekommt, ändert sich das allerdings. Er verleiht ihm Mut und Zuversicht, sodass er in einer nahegelegenen Bar Walentyna, die Freundin des Chefs eines Schmugglerringes, verführt. Auch mit Agnieszka, die einer geologischen Expedition angehört, hat er ein Liebeserlebnis; das Mädchen selbst fühlt sich allerdings auch zu Marcyś hingezogen. Die entstehende Rivalität der beiden Freunde gipfelt in einem Zerwürfnis, als Jacek zynisch und wie nebenbei erklärt, Agnieszka nur aus sportlichem Ehrgeiz verführt zu haben. Derweil hat der Kopf der Schmugglerbande seine Leute gesammelt, um Rache für die Annäherung an seine Freundin zu üben. In einem Showdown stehen sich die Studenten und die Kriminellen gegenüber. Jacek und Marcyś gelingt es, die Verbrecher bis zum Eintreffen der Polizei hinzuhalten; ihre Freundschaft ist wieder intakt.

## Kritik
Marek Haltof bezeichnet den Film als missglückten Versuch, einen polnischen Vertreter des amerikanischen Genres zu schaffen. Insgesamt ging die Kritik mit dem einzigartigen, riskanten und nicht wirklich sinnvollen Versuch noch gnädig um.